# Šetinc
Šetinc je priimek več znanih Slovencev:
- Franc Šetinc (1929–2016), novinar, politik, publicist in pisatelj
- Janko Šetinc (1932–2022), pianist in čembalist; glasbeni pedagog, organizator in kritik
- Jasna Šetinc Simoniti, klasična filologinja
- Katarina Šetinc, violinistka in etno-pevka
- Lenart Šetinc (*1948), novinar, komunikolog, publicist, politik
- Madita Šetinc Salzmann, germanistka
- Marjan Šetinc (*1949), socialni psiholog, urednik, politik, dipomat
- Marko Šetinc, ddr; dr. kemijskega inženirstva, dr. informacijsko upravljalskih ved, podjetnik, predavatelj
- Matej Šetinc (*1964), nemcist in liter. komparativist
- Mile Šetinc (*1956), novinar, politik, lobist
- Mojca Šetinc Pašek, novinarka
- Senta Šetinc, nemcistka, predavateljica nemškega jezika in književnosti
- Vinko Šetinc, trobentar
- Zlatko Šetinc (*1950), novinar, časnikar (urednik)